# ルロワール (小惑星)
ルロワール (2548 Leloir) は小惑星帯に位置する小惑星。アルゼンチンのエル・レオンシットにあるフェリックス・アギラール天文台 (en:Félix Aguilar Observatory) で発見された。
アルゼンチン人として初のノーベル化学賞を受賞した医学者、生化学者、ルイ・ルロワールから命名された。